# Heartstopper (serie televisiva)
Heartstopper è una serie televisiva britannica tratta dall'omonima serie di romanzi grafici e webcomic scritta e ideata da Alice Oseman. La serie racconta la storia d'amore adolescenziale tra Nick Nelson e Charlie Spring, esplorando anche le vite dei loro amici Tao, Elle, Tara, Darcy e Isaac.
La prima stagione, adattamento dei primi due volumi della Oseman, è stata pubblicata in streaming su Netflix il 22 aprile 2022 ed è stata accolta molto positivamente dalla critica e dal pubblico, con elogi per il tono, le performance degli attori e la rappresentazione LGBT. La seconda stagione, adattamento del terzo volume, è stata distribuita il 3 agosto 2023 ed è stata anch'essa accolta positivamente dalla critica e dal pubblico.
Contestualmente al rinnovo per la seconda stagione, Netflix ne ha annunciata anche una terza, distribuita il 3 ottobre 2024. Il 22 aprile 2025 Netflix ha annunciato che la serie si concluderà con un film invece che con una quarta stagione.

## Trama

### Prima stagione
All'inizio del secondo trimestre alla Truham Grammar School, Charlie Spring fa conoscenza del suo nuovo compagno di banco Nick Nelson, ragazzo popolare che è nella squadra scolastica di rugby. Ben presto Charlie inizia a provare dei sentimenti nei confronti di Nick, ma gli amici Tao, Isaac ed Elle, presumendo che Nick sia eterosessuale, lo invitano a non illudersi. A loro insaputa, anche Nick inizia a provare qualcosa per Charlie e questo lo porta a mettere in discussione il suo orientamento sessuale. Tra Charlie e Nick nasce una profonda amicizia e durante una festa, mentre sono in una stanza appartata, i due si scambiano il loro primo bacio. A causa di un'incomprensione Charlie pensa che Nick si sia pentito, ma la mattina dopo Nick si presenta a casa sua e i due si baciano nuovamente. Nick spiega di non essere ancora pronto a fare coming out e i due decidono per il momento di tenere segreta la loro relazione.
Il rapporto tra i due si consolida e Nick confida a Charlie di aver capito di essere bisessuale. Durante una serata al cinema, gli amici di Nick si rivelano ostili nei confronti di Charlie e quando uno di loro fa delle dichiarazioni omofobe Nick lo attacca fisicamente. Convinto di causare solo problemi a Nick, Charlie decide di allontanarsi da lui. Affranto, Nick chiede a Charlie di non rompere con lui e gli spiega che il loro incontro ha cambiato la sua vita, i due quindi si riappacificano e si scambiano un bacio. Nick organizza un appuntamento con Charlie al mare e afferma di essere pronto a rendere la loro relazione pubblica. Ritornato a casa, Nick fa coming out con sua madre Sarah.

### Seconda stagione
Nick e Charlie sono felicemente fidanzati, ma devono ancora affrontare i pregiudizi dei loro compagni e familiari, specialmente Nick che non ha ancora fatto coming out. In vista degli esami di fine anno e della gita a Parigi, Nick e Charlie cercano di passare del tempo assieme, ma con la paura di essere scoperti a scuola, seppur Nick abbia intenzione di fare coming out, decidono di stare lontani durante la gita scolastica. Nel frattempo Tao scopre di provare qualcosa per Elle, ma quest'ultima, avendo paura di perdere il suo migliore amico, prova a mantenere l'amicizia, seppur provi gli stessi sentimenti per Tao, finendo poi per litigare, quando Tao si fa finalmente avanti. Elle pentitasi, tronca l'amicizia. 
Nick confessa a Imogen la propria relazione con Charlie, accortasi comunque del cambiamento di Nick, la ragazza rivela di avere una cotta per Ben. Durante la gita a Parigi, si scopre che il padre di Nick è francese, e il ragazzo non avendo buoni rapporti con il padre, prova comunque ad incontrarlo insieme a Charlie, con la speranza di dire al padre di essere bisessuale, ma senza successo; infatti il padre di Nick è stato sempre assente e mai un padre premuroso. Nick oltre al padre, non ha buoni rapporti con David, il fratello maggiore, tornato a vivere insieme a lui e la madre. David infatti discrimina Nick, prendendolo in giro, accortosi della presenza costante di Charlie in casa loro. Durante la gita a Parigi, Elle confessa i propri sentimenti a Tao e i due finiscono per mettersi insieme. Ben, che nella prima stagione usciva con Charlie, si accorge di essersi pentito della scelta di averlo lasciato e precedentemente trattato male, e tronca con Imogen, ma Charlie decide di non perdonarlo per ciò che gli ha fatto.
Ritornati dalla gita, in vista del ballo scolastico, Nick si fa coraggio e pubblica su instagram una foto con Charlie, rivelando a tutti di avere una relazione con lui, e allo stesso tempo, confessa al padre e al fratello la propria bisessualità.
Nick capisce che Charlie è triste e che soffre di disordini alimentari. Il ragazzo cerca di consolare il proprio fidanzato affinché possa essere felice e non pensare più alle discriminazioni, sostenendolo amorevolmente. Charlie è affranto per ciò che ha passato e di essere stato vittima di bullismo, con la paura che possa succedere lo stesso anche a Nick. Alla fine i due giovani confessano il proprio amore, seppur non direttamente, dimostrando di essersi innamorati.

### Terza stagione
Nick non sa in che modo affrontare i sempre più evidenti problemi di anoressia di Charlie. Anche la relazione tra Tao ed Elle progredisce, nonostante il ragazzo viva la costante apprensione di non essere abbastanza per lei. Isaac teme che la propria asessualità rischi di escluderlo dal giro degli amici ormai tutti fidanzati, però Nick e Charlie dovranno affrontare dei momenti difficili nella loro relazione dovuta ai disturbi alimentari di Charlie.

## Episodi
| Stagione         | Episodi | Pubblicazione UK | Pubblicazione Italia |
| ---------------- | ------- | ---------------- | -------------------- |
| Prima stagione   | 8       | 2022             | 2022                 |
| Seconda stagione | 8       | 2023             | 2023                 |
| Terza stagione   | 8       | 2024             | 2024                 |

## Personaggi e interpreti

### Personaggi principali
- Nicholas "Nick" Nelson (stagioni 1-3), interpretato da Kit Connor, doppiato da Matteo Garofalo.
È il nuovo compagno di banco di Charlie e un popolare studente del terzo anno che fa parte della squadra scolastica di rugby. Nick vive con la madre, mentre suo padre, di origine francese, è quasi sempre via per lavoro. Nick parla anche molto bene francese. Si preoccupa molto per Charlie, e prende le sue difese quando serve. Ha un cane, Nellie.
- Charles "Charlie" Spring (stagioni 1-3, interpretato da Joe Locke, doppiato da Sebastiano Tamburrini.
È uno studente del secondo anno alla Truham Grammar School che è stato bullizzato l'anno precedente in seguito ad un outing. Charlie è un ragazzo gentile e un po' timido, suona la batteria e fa parte della banda della scuola. Nella seconda stagione lo si vede alle prese con le ripercussioni psicologiche del bullismo subito, ma anche con il pensiero di dover aiutare Nick con il coming out.
- Tao Xu (stagioni 1-3), interpretato da William Gao, doppiato da Marcello Gobbi.
È il migliore amico di Charlie, Elle e Isaac. Tao è un ragazzo molto protettivo, con un passato fragile che gli rende difficile non aver paura di essere abbandonato dagli amici anche quando ciò non accade. Durante la seconda stagione inizia una relazione con Elle.
- Elle Argent (stagioni 1-3), interpretata da Yasmin Finney, doppiata da Chiara Leoncini.
È un'amica di Charlie, Tao e Isaac che si è trasferita alla Higgs Grammar School for Girls dopo avere fatto coming out come ragazza transgender. Elle è un'artista, disegna molto bene e vorrebbe entrare in una scuola d'arte. Durante la seconda stagione inizia una relazione con Tao.
- Tara Jones (stagioni 1-in 3), interpretata da Corinna Brown, doppiata da Laura Valastro.
Alunna della Higgs che fa amicizia con Elle. È fidanzata con Darcy Olsson. In passato, quando entrambi avevano 13 anni, lei e Nick si erano scambiati un bacio e per questo inizialmente verrà temuta da Charlie. Aiuta Nick a prendere consapevolezza della sua sessualità.
- Darcy Olsson (stagioni 1-3), interpretata da Kizzy Edgell, doppiata da Flora Bonafede.
È la ragazza di Tara e un'amica di Elle, dalla vita personale un po' difficile, che nasconde sotto battutine e sorrisi.
- Isaac Henderson (stagioni 1-3), interpretato da Tobie Donovan, doppiato da Alessio Mussap.
Amico di Charlie, Tao ed Elle. Ama leggere e dà buoni consigli; nella seconda stagione scoprirà di essere asessuale e aromantico.
- Victoria "Tori" Spring (stagioni 1-3), interpretata da Jenny Walser, doppiata da Giulia Bersani.
È la sorella maggiore di Charlie.
- Imogen Heaney (stagioni 1-in corso), interpretata da Rhea Norwood, doppiata da Martina Tamburello.
Amica di Nick, per cui ha una cotta nella prima stagione. Nella seconda stagione ha una relazione con Ben con il quale poi si separerà nella gita a Parigi.
- Ben Hope (stagioni 1-2), interpretato da Sebastian Croft, doppiato da Gianandrea Muià.
Ragazzo con cui Charlie ha inizialmente una relazione segreta e quando questa finisce si rivela estremamente ostile nei suoi confronti. Nella seconda stagione ha una relazione con Imogen.
- Harry Greene (stagioni 1-in corso), interpretato da Cormac Hyde-Corrin, doppiato da Stefano Pozzi.
È uno dei bulli della scuola.
- Nathan Ajayi (stagioni 1-in corso), interpretato da Fisayo Akinade, doppiato da Andrea Moretti.
È l'insegnante d'arte. È molto comprensivo nei confronti di Charlie e ha una relazione con il professore Farouk.
- Coach Singh (stagioni 1-in corso), interpretata da Chetna Pandya, doppiata da Francesca Vettori.
È l'insegnante di educazione fisica.
- Preside Barnes (stagioni 1-in corso), voce originale di Stephen Fry, italiana di Guido Ruberto.
È il preside della Truham Grammar School.
- Sarah Nelson (stagioni 1-2), interpretata da Olivia Colman, doppiata da Daniela Trapelli (stagione 1) e da Francesca Bielli (stagione 2).
È la madre di Nick.
- David Nelson (stagioni 2-in corso), interpretato da Jack Barton, doppiato da Federico Viola.
È il fratello maggiore di Nick.
- Sahar Zahid (stagioni 2-in corso), interpretata da Leila Khan, doppiata da Laura Cherubelli.
È una studentessa della Higgs Grammar School, che diventa amica di Elle, Tara e Darcy.
- Youssef Farouk (stagioni 2-in corso), interpretato da Nima Taleghani, doppiato da Omar Vitelli.
È l'insegnante di scienze. Ha una relazione con il professore Ajayi.

### Personaggi ricorrenti
- Jane Spring (stagioni 1-in corso), interpretata da Georgina Rich, doppiata da Cristina Giolitti.
È la madre di Charlie e Tori.
- Julio Spring (stagioni 1-in corso), interpretato da Joseph Balderrama, doppiato da Luca Ghignone.
È il padre Charlie e Tori.
- Yan Xu (stagioni 1-in corso), interpretata da Momo Yeung, doppiata da Lorella De Luca.
È la madre di Tao.
- Professor Lange (stagioni 1-in corso), interpretato da Alan Turkington, doppiato da Paolo Carenzo.
È l'insegnante di storia.
- James McEwan (stagioni 1-in corso), interpretato da Bradley Riches, doppiato da Lorenzo Del Romano.
È uno studente della Truham che ha una cotta per Isaac.
- Naomi (stagioni 2-in corso), interpretata da Bel Priestley, doppiata da Elisa Giorgio.
È una nuova amica di Elle conosciuta durante la visita alla Lambert School of Art.
- Felix (stagioni 2-in corso), interpretato da Ash Self.
È un nuovo amico di Elle conosciuto durante la visita alla Lambert School of Art.
- Stéphane Nelson (stagione 2), interpretato da Thibault de Montalembert, doppiato da Claudio Moneta.
È il padre di Nick e David, ed ex-marito di Sarah.

## Produzione

### Sviluppo
Nel 2019, su consiglio del produttore esecutivo Patrick Walters, la See-Saw Films ha proposto ad Alice Oseman di scrivere una sceneggiatura tratta dalla sua serie di romanzi a fumetti intitolata Heartstopper; Walters aveva in precedenza aiutato nella campagna Kickstarter lanciata da Oseman per finanziare la pubblicazione dei romanzi nel 2018. Alice Oseman ha espresso interesse nella proposta, notando la scarsità di rappresentazioni sane e positive di adolescenti LGBT in televisione e sperando di poter mostrare ai giovani LGBT «che possono trovare felicità, amore e amicizie». La See-Saw Films ha apprezzato la sceneggiatura realizzata, basata sui primi due volumi della serie, e nel luglio dello stesso anno ha acquisito i diritti di trasposizione televisivi.
Il 20 gennaio 2021 il sito Deadline ha rivelato che Netflix aveva ordinato una prima stagione di otto episodi della durata di mezz'ora circa. Contemporaneamente, Euros Lyn è stato annunciato come regista e produttore esecutivo; Lyn, che non aveva letto il materiale originale di partenza, ha definito la sceneggiatura avvincente, dichiarando «è una celebrazione orgogliosa di quanto l'amore queer possa essere sano e puro, [...] tutti i personaggi hanno degli ostacoli che devono superare e non tutto è utopico e perfetto. Eppure, al di sotto di tutto c'è un travolgente senso di speranza e di gioia». Secondo Oseman e Walters, la distribuzione su Netflix rappresentava la scelta migliore per la serie, grazie all'accessibilità globale del servizio e alla sua popolarità tra il pubblico più giovane. Alexi Wheeler, capo della divisione Kids and Family Content di Netflix, ha affermato che la storia «merita di essere raccontata», soprattutto per il modo in cui numerosi giovani potranno identificarsi nelle vicende raccontate. La serie aveva come titolo di lavorazione Evergreen.
Il 20 maggio 2022 Netflix ha confermato la produzione di due ulteriori stagioni.

### Cast
Euros Lyn e Alice Oseman volevano che gli interpreti fossero dei veri adolescenti, così da avere una rappresentazione più autentica. Daniel Edwards-Guy è stato il casting director. Nel gennaio 2021 sono state aperte le audizioni per cinque personaggi principali e tre personaggi secondari. Oltre 10 000 persone hanno inviato una propria videoregistrazione per l'audizione. Le audizioni finali sono state svolte in presenza e si sono concluse il 24 febbraio.
Il 22 aprile Oseman ha annunciato sul suo account Instagram che Kit Connor e Joe Locke avrebbero interpretato i due protagonisti Nick e Charlie. Il successivo 26 aprile è stato annunciato anche il resto del cast, composto da Yasmin Finney, Sebastian Croft, William Gao, Corinna Brown, Kizzy Edgell, Cormac Hyde-Corrin, Rhea Norwood e Tobie Donovan. Il 20 maggio si è unita al cast Jenny Walser, nella parte della sorella di Charlie. L'ingaggio di Olivia Colman nel ruolo di Sarah, la madre di Nick, è rimasto segreto fino all'uscita della serie. Dopo che Walters e Oseman avevano espresso l'idea di volere un grande nome per la parte di Sarah, Lyn si era messo in contatto con Colman, con cui in precedenza aveva lavorato in Broadchurch, che aveva subito mostrato interesse nel ruolo.
L'8 luglio 2022, in vista dell'inizio della produzione della seconda stagione, sono state aperte le audizioni per il nuovo personaggio di Sahar Zahid. Il 22 settembre è stato annunciato che Leila Khan avrebbe interpretato Sahar ed è stato confermato che gran parte del cast principale sarebbe tornato per la seconda stagione; contemporaneamente sono stati annunciati anche Jack Barton nel ruolo di David Nelson, il fratello maggiore di Nick, Bradley Riches nel ruolo dello studente della Truham James McEwan e Nima Taleghani nel ruolo dell'insegnante Mr Farouk. Il successivo 4 novembre si sono aggiunti al cast anche Thibault de Montalembert, Bel Priestley e Ash Self, nei panni rispettivamente del padre di Nick, di Naomi e di Felix, due nuovi amici di Elle.

### Riprese
Le riprese della prima stagione sono iniziate ad aprile 2021 e sono terminate il successivo 23 giugno, svolgendosi principalmente tra Burnham, Slough e Windsor. L'ormai chiusa E-ACT Burnham Park Academy è stata utilizzata per ricreare gli interni e gli esterni della Truham Grammar School. Altre location utilizzate sono state: l'Hollywood Bowl di High Wycombe, il centro commerciale The Chimes di Uxbridge, il Thames Valley Athletics Centre di Eton, l'Hampton Court House a Richmond upon Thames, la stazione di North Weald e la città costiera di Herne Bay.
Diana Olifirova ha ricoperto il ruolo di direttrice della fotografia. Ella ha spiegato che le riprese sono state effettuate principalmente con una camera a mano, in uno stile quasi documentaristico, così da lasciare maggiore libertà al cast e catturare emozioni più autentiche. La macchina da presa utilizzata è stata una Arri Alexa Mini LF con lenti sferiche Canon K35. Insieme allo scenografo Tim Dickel, è stata concepita una tavolozza di colori composta da toni di arancione, giallo, turchese, rosa e blu. Per l'illuminazione si è deciso di impiegare spesso dei filtri colorati; per esempio, in diverse scene della prima stagione Nick è immerso in un'illuminazione i cui colori ricordano la bandiera bisessuale, a simboleggiare la scoperta del suo orientamento sessuale.
Per le scenografie degli interni Tim Dickel ha lavorato insieme all'arredatore di scena Maxwell Fine. Nel realizzare le stanze dei protagonisti, Dickel ha fatto riferimento sia al romanzo a fumetti sia a fotografie di vere stanze di adolescenti, creando un moodboard di partenza e consultandosi poi con gli attori. La stanza di Charlie è eclettica e caotica, riflesso della sua vita complicata, mentre quella di Nick ha uno stile più uniforme, similmente alla sua vita che appare più stereotipicamente "messa a posto" e creando poi un netto contrasto quando invece si rende conto che essa potrebbe prendere una svolta inaspettata. I murales che adornano alcune pareti della scuola sono stati disegnati da Alice Oseman, ispirandosi alle opere di Katsushika Hokusai e Julian Opie.
Le riprese della seconda stagione sono iniziate nel settembre 2022 e si sono concluse il successivo 2 dicembre.

### Post-produzione
Nella serie compaiono piccole animazioni in tecnica tradizionale come farfalle, cuori, scintille e foglie durante alcuni momenti romantici tra i due protagonisti, similmente a quanto avviene nel romanzo a fumetti e la cui presenza era stata concepita da Alice Oseman già durante il processo di scrittura della sceneggiatura. Le animazioni sono state realizzate da Anna Peronetto, utilizzando come base di partenza uno storyboard di Oseman e dopo aver discusso sia con il regista Euros Lyn che con la montatrice Sofie Alonzi su quale fosse il tipo di animazione più adatto a ciascuna scena.
Diana Olifirova ha lavorato da remoto insieme al colorista Toby Tomkins per creare una lookup table 3D (LUT) che «aggiungesse un tocco di turchese nelle ombre e calore al tono della pelle». Dato che Lyn aveva detto loro di volere che l'intensità del colore aumentasse con l'avanzare della storia e con il cambiare delle stagioni, la luminosità della LUT è stata ridotta di uno, in modo che Olifirova potesse creare ulteriore luce nelle ombre e sperimentare con la gradazione del colore. Tomkins ha lavorato ai primi due episodi della prima stagione per due giorni e poi a ciascuno dei rimanenti sei episodi per un giorno e mezzo.

## Colonna sonora

### Stagione 1
Heartstopper: Official Mixtape
1. Baby Queen – Colours of You – 4:15
2. Baby Queen – Want Me – 4:18
3. Peace – Lovesick – 2:13
4. Baby Queen – Dover Beach – 3:38
5. Wolf Alice – Don't Delete the Kisses – 4:35
6. Greta Kline – Sappho – 1:52
7. Girl in Red – Girls – 3:18
8. Beabadoobee – Dance with Me – 3:54
9. Lava La Rue e Deb Never – Angel – 3:56
10. Orla Gartland – Why Am I Like This? – 3:32
11. Smoothboi Ezra – My Own Person – 4:42
12. Waterparks – Telephone – 2:33
13. Rina Sawayama – Lucid – 3:38
14. HMLTD – Don't Leave Me (Chapter 1: Despair) – 3:32
15. Chvrches – Clearest Blue – 3:53
16. Maggie Rogers – Alaska (Toby Green Remix) – 3:05
17. Shura – What's It Gonna Be? – 3:34
18. Flor – Heart – 3:42
19. Ella Jane – Nothing Else I Could Do – 2:50
20. Thomas Headon – UrbanAngel1999 – 3:12
21. Beabadoobee – If You Want To – 3:43
22. Baby Queen – Buzzkill – 3:24
23. Mxmtoon – Fever Dream – 3:16
24. Matilda Mann – Paper Mache World – 2:59
25. Chloe Moriondo – I Want to Be With You – 2:59
26. SOAK – Knock Me Off My Feet – 308
27. Sir Babygirl – Flirting with Her – 3:50
28. Lauran Hibberd – Bang Bang Bang – 2:22
29. Beabadoobee – Tired – 3:19
30. Tomberlin – Any Other Way – 3:22
31. Lincoln – Smokey Eyes – 3:15
32. Noah and the Whale – Our Window – 5:48
33. Montaigne – Because I Love You – 3:37
34. Sloan Struble – Close to You – 3:14
35. Sunflower Bean – Moment in the Sun – 3:09
36. Chairlift – I Belong in Your Arms – 3:27

Heartstopper (Soundtrack from the Netflix Series)
1. First Sight – 1:09
2. Déjà Vu – 0:57
3. X – 0:44
4. Head In the Clouds – 1:00
5. On the Move – 1:02
6. Angst – 1:25
7. Off to Nick's – 0:41
8. Just Friends – 1:26
9. Milkshakes – 1:24
10. Falling Leaves – 1:03
11. Electricity – 1:03
12. The Lads – 1:10
13. Misconceptions – 1:11
14. Kiss – 2:05
15. Possibilities – 2:04
16. Clash – 1:07
17. Rugby Match – 3:24
18. Wanna Go Out Sometime – 0:55
19. Happy Complications – 0:50
20. New Best Friend – 0:44
21. Embrace – 1:02
22. Exploration – 1:56
23. Sports Day – 0:48
24. Heartstopper – 2:32
25. Encore – 0:57

### Stagione 2
Heartstopper: Season 2 Official Mixtape
1. Baby Queen – We Can Be Anything – 3:21
2. Maggie Rogers – Shatter – 3:40
3. Wasia Project – ur so pretty – 2:12
4. Cavetown (feat. Orla Gartland) – Fall in Love With a Girl – 2:48
5. Conan Gray – Crush Culture – 3:24
6. Gabrielle Aplin – Never Be the Same – 3:25
7. Carmody – Paradise – 2:55
8. Taylor Swift – seven – 3:28
9. Mxmtoon – mona lisa – 3:10
10. Wolf Alice – The Beach – 2:35
11. Baby Queen – Colours of You – 4:15
12. Fitz and The Tantrums – Out of My League – 3:29
13. Dayglow – Then It All Goes Away – 3:03
14. Tegan and Sara – You Wouldn't Like Me – 2:56
15. Holly Humberstone – Deep End – 2:51
16. Julia Jacklin – Pressure to Party – 3:02
17. Mxmtoon – Coming of Age – 2:38
18. Amy Michelle – Welcome to the Sidelines – 2:57
19. Vistas – Retrospect – 3:26
20. Metronomy – Things Will Be Fine (Bratty Remix) – 3:20
21. The 1975 – The Sound – 4:08
22. carpetgarden – I Think Ur Rlly Cool – 3:16
23. Françoise Hardy – Le Temps de l'amour – 2:24
24. Orla Gartland – Kiss Ur Face Forever – 2:46
25. Siouxxie Sixxsta – Foreplay – 3:04
26. Bad Smith – Miss U – 3:32
27. Beabadoobee – Lovesong – 4:05
28. Hatchie – Obsessed – 5:13
29. Hervé – Trésor – 2:55
30. Alexia Gredy – Un peu plus souvent – 3:21
31. Miya Folick – Freak Out – 2:43
32. Baby Queen – Nobody Really Cares – 2:54
33. Christine and the Queens – Doesn't Matter (voleur de soleil) – 4:23
34. Louane – On était beau – 3:25
35. Wolf Alice – Bros – 3:44
36. Alfie Templeman – 3D Feelings – 3:17
37. Lucy Dacus – Hot & Heavy – 4:10
38. Baby Queen – Pretty Girl Lie – 3:38
39. Conan Gray – People Watching – 2:38
40. Caroline Rose – Cry! – 3:43
41. Girl in Red – I Wanna Be Your Girlfriend – 3:24
42. Carmody – Skin – 4:01
43. Wolf Alice – Blush – 4:19
44. Carly Rae Jepsen – Run Away with Me – 4:11
45. Neon Capital – Young – 3:18
46. Let’s Eat Grandma – Happy New Year – 4:39

Heartstopper: Season 2 (Soundtrack from the Netflix Series)
1. Boyfriend – 1:22
2. Back To School – 1:10
3. Rugby Fail – 1:06
4. T + E – 2:29
5. Exam – 0:59
6. David – 1:04
7. Star-crossed Lovers – 1:44
8. School Trip – 1:43
9. Panic – 0:37
10. All That Mattered – 1:45
11. Slumber – 0:51
12. You Taste Like Toothpaste – 1:28
13. Pair Up – 2:24
14. Best Friends – 1:15
15. Best Friends – 0:51
16. Mon Amour – 0:46
17. He Doesn't Know Me – 1:24
18. I'm Bi Actually – 1:30
19. Out – 0:52
20. Misconceptions – 0:48
21. Sorry – 0:55
22. Prom – 1:06
23. Telling People – 1:43
24. ❤️ – 0:52

## Promozione
Le prime immagini della serie sono state mostrate il 1º marzo 2022, seguite da un teaser trailer il 16 marzo. Il primo trailer ufficiale è stato pubblicato il 13 aprile, sia in lingua originale che in italiano, mentre i titoli degli otto episodi sono stati annunciati il successivo 19 aprile.
Il 24 aprile 2023 Netflix ha rilasciato un video del dietro le quinte della seconda stagione, in cui veniva annunciato che la nuova stagione sarebbe stata pubblicata il successivo 3 agosto. Un mese più tardi, il 24 maggio, sono state rilasciate le prime immagini della seconda stagione, in cui comparivano Nick, Charlie, Tao, Elle, Tara e Darcy. Il 17 giugno, in occasione dell'evento Tudum: A Global Fan Event 2023, sono stati rivelati i titoli degli otto episodi e sono stati mostrati in anteprima i primi due minuti del primo episodio. Il 1º luglio è stato pubblicato il teaser trailer, seguito il 25 luglio dal trailer ufficiale.

## Distribuzione
La prima stagione è stata pubblicata il 22 aprile 2022. La pubblicazione della seconda stagione è avvenuta il 3 agosto 2023, mentre quella della terza il 3 ottobre 2024. La direzione del doppiaggio e i dialoghi italiani sono stati curati in tutte le stagioni da Simone Marzola per conto di Nexus Tv (stagioni 1-2) e Iyuno Italy (stagione 3).

## Accoglienza

### Ascolti
Due giorni dopo la sua pubblicazione, la prima stagione di Heartstopper si è classificata al settimo posto della Top 10 globale dei prodotti in inglese più visti di Netflix nella settimana dal 18 al 24 aprile 2022, salendo poi al quinto posto nella settimana successiva. Tra il 22 aprile e l'8 maggio, la stagione ha registrato in totale 53,46 milioni di ore visualizzate, raggiungendo in 54 nazioni la Top 10 dei prodotti più visti per paese di Netflix.
Durante la settimana di uscita, la seconda stagione di Heartstopper ha debuttato al secondo posto della Top 10 globale dei prodotti in inglese più visti di Netflix, rimanendo in classifica anche nelle due settimane successive. Durante le prime tre settimane, la seconda stagione ha raggiunto un totale di 55,5 milioni di ore visualizzate.

### Critica
La prima stagione della serie è stata accolta molto positivamente dalla critica. Sull'aggregatore di recensioni Rotten Tomatoes il 100% delle 61 recensioni professionali sono positive, con un voto medio di 8,3/10, mentre su Metacritic ottiene un punteggio medio di 85 su 100 basato su 9 recensioni. Emily Maskell di Paste ha definito la prima stagione di Heartstopper come "un'inclusione a braccia aperte dei giovani queer" che "getta solide basi di ciò che si può solo sperare saranno le rappresentazioni edificanti e inclusive di personaggi queer per la prossima generazione di spettatori". Per David Opie di Digital Spy, la serie "mette al centro l'amore queer, supportando i sentimenti dei giovani che la guardano e che potrebbero essere insicuri o impauriti di dire la verità". Rebecca Nicholson del Guardian ha affermato più tiepidamente che "Heartstopper potrebbe non essere all'altezza della drammatica promessa del suo titolo, ma questa adorabile storia d'amore adolescenziale è come minimo commovente". Saloni Gajjar di The A.V. Club ha apprezzato il modo in cui viene trattata la storia d'amore tra i due protagonisti, notando come la serie "sovverte gli espedienti narrativi, mantenendo il suo protagonista orgogliosamente gay: è l'interesse amoroso che deve risolvere i suoi sentimenti inaspettati, non il contrario. L'attrazione di Nick per Charlie lo coglie di sorpresa (ma non con disdegno)".
La seconda stagione della serie è stata accolta positivamente dalla critica. Sull'aggregatore di recensioni Rotten Tomatoes il 96% delle 56 recensioni professionali sono positive, con un voto medio di 7,9/10, mentre su Metacritic ottiene un punteggio medio di 79 su 100 basato su 20 recensioni.
Come le precedenti stagioni, anche la terza è stata accolta positivamente dalla critica. Sull'aggregatore di recensioni Rotten Tomatoes il 100% delle 18 recensioni professionali sono positive, con un voto medio di 8,0/10, mentre su Metacritic ottiene un punteggio medio di 80 su 100 basato su 9 recensioni.

## Riconoscimenti
- 2022 – Children's and Family Emmy Awards[63]
  - Miglior serie televisiva per ragazzi
  - Miglior sceneggiatura per un programma per ragazzi ad Alice Oseman
  - Miglior interpretazione (protagonista) in un programma per ragazzi a Kit Connor
  - Miglior interpretazione (guest star) in un programma per ragazzi a Olivia Colman
  - Miglior casting per un programma live action a  Daniel Edwards-Guy
  - Candidatura per la miglior interpretazione (protagonista) in un programma per ragazzi a Joe Locke
  - Candidatura per la miglior interpretazione (non protagonista) in un programma per ragazzi a Yasmin Finney
  - Candidatura per la miglior interpretazione (non protagonista) in un programma per ragazzi a William Gao
  - Candidatura per il miglior trucco e acconciatura a Diandra Ferreira, Sorcha Fisher e Melanie Lindsay
- 2022 – Dorian Awards[64]
  - Miglior programma televisivo a tematica LGBTQ
  - Candidatura per la miglior serie televisiva drammatica
  - Candidatura per la miglior performance televisiva a Kit Connor
- 2022 – Hollywood Music in Media Awards[65]
  - Candidatura per la migliore canzone per Colours of You
- 2022 – MTV Movie & TV Awards[66]
  - Miglior momento musicale per Dance with Me
- 2022 – National Television Awards[67]
  - Candidatura per la miglior nuova serie drammatica
  - Candidatura per il miglior attore esordiente a Kit Connor
  - Candidatura per il miglior attore esordiente a Joe Locke
- 2022 – Festival della Rosa d'oro[68]
  - Miglior talento emergente a Yasmin Finney
  - Candidatura per la miglior commedia drammatica o sitcom
- 2023 – British Academy Television Awards[69]
  - Candidatura per il migliore momento memorabile al "primo bacio tra Nick e Charlie"
- 2023 – British Academy Television Craft Awards[70]
  - Candidatura per il miglior sceneggiatore (drammatico) ad Alice Oseman
- 2023 – GLAAD Media Awards[71]
  - Miglior serie televisiva per ragazzi e famiglie
- 2023 – Satellite Awards[72]
  - Candidatura per la miglior serie drammatica